# Muscicapa
Muscicapa es un género de aves paseriformes perteneciente a la familia Muscicapidae, que incluye 26 especies de pájaros insectívoros de pequeño tamaño, conocidos como papamoscas, que se distribuyen por Eurasia y África.

## Especies
- Muscicapa striata — papamoscas gris;
- Muscicapa tyrrhenica — papamoscas mediterráneo;
- Muscicapa gambagae — papamoscas gambaga;
- Muscicapa griseisticta — papamoscas estriado;
- Muscicapa sibirica — papamoscas siberiano;
- Muscicapa dauurica — papamoscas pardo;
- Muscicapa sodhii — papamoscas de Célebes;
- Muscicapa williamsoni — papamoscas de Williamson;
- Muscicapa randi — papamoscas de Rand;
- Muscicapa segregata — papamoscas de la Sumba;
- Muscicapa muttui — papamoscas muttui;
- Muscicapa ferruginea — papamoscas herrumbroso;
- Muscicapa ussheri — papamoscas de Usher;
- Muscicapa infuscata — papamoscas ahumado;
- Muscicapa boehmi — papamoscas de Bohm;
- Muscicapa aquatica — papamoscas palustre;
- Muscicapa adusta — papamoscas sombrío;
- Muscicapa olivascens — papamoscas oliváceo;
- Muscicapa lendu — papamoscas de Chapin;
- Muscicapa itombwensis — papamoscas de Itombwe;
- Muscicapa epulata — papamoscas saciado;
- Muscicapa sethsmithi — papamoscas patigualdo;
- Muscicapa comitata — papamoscas pizarroso;
- Muscicapa tessmanni — papamoscas de Tessmann;
- Muscicapa cassini — papamoscas de Cassin;
- Muscicapa caerulescens — papamoscas cenizo.